# (467057) 2016 DJ8
(467057) 2016 DJ8 es un asteroide perteneciente al cinturón de asteroides, descubierto el 5 de octubre de 1999 por el equipo Spacewatch desde el Observatorio Nacional de Kitt Peak (Arizona, Estados Unidos).